# Василь Кондрацький
Василь Кондрацький (11 лютого 1864, с. Гаї, Львівський повіт, Королівство Галичини та Володимирії — 10 серпня 1946, с. Женів, Сокільницький район, Львівська область, УРСР) — український греко-католицький священник, крилошанин (з 1899), почесний радник Перемиської єпископської консисторії (з 1910), громадський діяч, парох Судової Вишні та Підгайчиків, завідатель Синявки

## Життєпис
Народився 11 лютого 1864 року у селі Гаї Львівського повіту у сім'ї Онуфрія Кондрацького та Юлії Вондрак. Був одружений з Наталією Мазикевич, яка була донькою пароха с. Махнів Рава-Руського повіту о. Іллі Мазикевича (1843—1892)
Навчався в гімназії у Львові, яку закінчив у 1885 році. Продовжив навчання у греко-католицькій семінарії у Відні (1886—1889). Отримав дияконські свячення 16 березня 1890 року, а 23 березня 1890 року — священничі свячення з рук митрополита Сильвестра Сембратовича.
Перше призначення отримав до парафії у Перемишлі, де у період з 19 квітня 1890 по 4 вересня 1895 років виконував обов'язки сотрудника і катехита. 5 вересня 1895 року був призначений парохом у Судовій Вишні, де здійснював душпастирську працю до 1920 року. 3 березня 1899 року наділений крилошанськими відзнаками, а 15 грудня 1910 року — іменований почесним радником єпископської консисторії.
Стараннями о. Василя Кондрацького у Судовій Вишні було збудовано дві муровані церкви — Преображення Господнього у 1899 році і св. Трійці у 1910 році (на місці дерев'яної 1637 року) за проєктом Василя Нагірного. Про складний процес погодження побудови нового муровавного храму св. Трійці дізнаємося з його листування з цісарсько-королівським консерватором у Львові Александром Чоловським.
Він був високоосвіченою людиною, приятелював з Іваном Франком, який неодноразово гостював у містечку. На часи перебування о. Кондрацького у Судовій Вишні припадає розквіт культурно-просвітницького життя міста. Був співзасновником кредитового кооперативу «Віра», а також допомагав у спорудженні Українського Народного дому (1910—1912). Значного розквіту досягла філія товариства «Просвіта» при якій функціонували бібліотека та самодіяльний театр.
1 листопада 1918 року брав активну участь у перебиранні влади українцями в Судовій Вишні під час Листопадового чину. Він був активним прихильником розбудови української національної державності ЗУНР. Після захоплення Польщею галицьких земель, нова влада змусила перемишльського єпископа Йосафата Коциловського усунути о. Василя Кондрацького з Судової Вишні.
З Судової Вишні о. Василя було переведено до Підгайчиків неподалік Рудок, де він виконував функції завідателя до 1924 року, а 1924 по 1929 роки — пароха. У 1929—1930 роках був завідатилем парафії у Криниці біля Меденичів.
У 1930—1945 роках був завідателем парафії у Синявці, що за 14 км від Любачева. 9 березня 1945 року був побитий поляками під час нападу на село солдатів Війська польського і міліції. Нападники вбили у с. Синявка 22 особи, а біля церкви зустріли похоронну процесію і «жорстоко, до втрати здатності рухатись, побили о. Кондрацького».
Після нападу виїхав з парафіянами із села Синявка до УРСР у рамках радянсько-польської угоди про обмін населенням. Спершу вони переїхали до села Борщовичі Золочівського району, а згодом у село Женів.
Під час Львівського псевдособору у 1946 році не перейшов на православ'я і не приєднався до Російської православної церкви.
Помер 10 серпня 1946 року і похований на місцевому цвинтарі у Женові, що у Золочівському районі. Згодом на могилі було споруджено скромний пам'ятник з лаконічним написом. 17 серпня 2014 року, з нагоди 150-літнього ювілею о. Василя Кондрацького, товариство судововишнянців «Рідне місто» імені Тадея Дмитрасевича організувало поїздку місцевої громади на його могилу.